# Ратуш (Білоцерківський район)
Ра́туш — село в Україні, у Володарській селищній громаді Білоцерківського району Київської області. Розташоване на лівому березі річки Торц (притока Росі) за 4 км на південний схід від смт Володарка. Населення становить 122 особи.

## Населення

### Мова
Розподіл населення за рідною мовою за даними перепису 2001 року:
| Мова       | Кількість | Відсоток |
| ---------- | --------- | -------- |
| українська | 122       | 100%     |

## Галерея

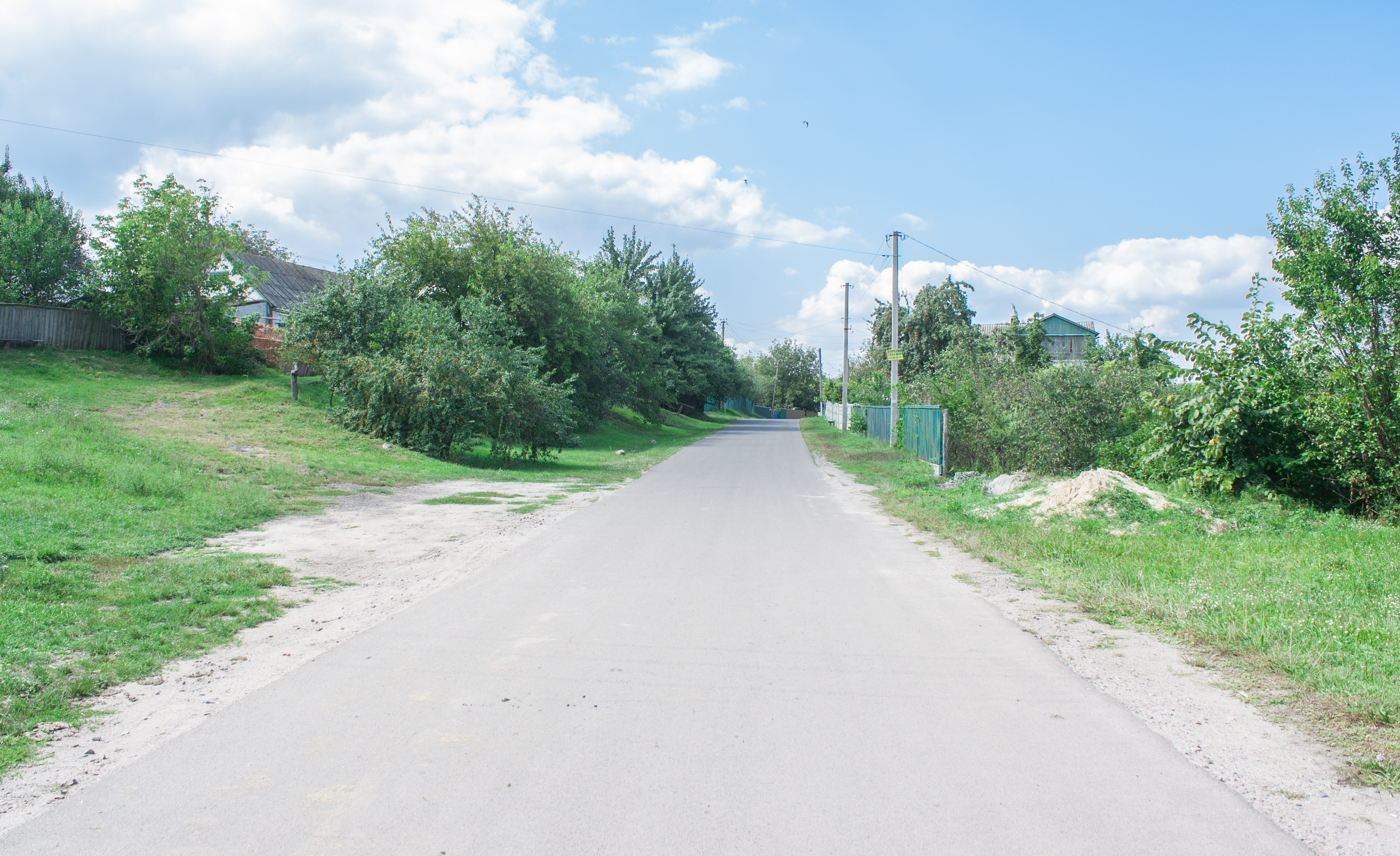
Головна вулиця
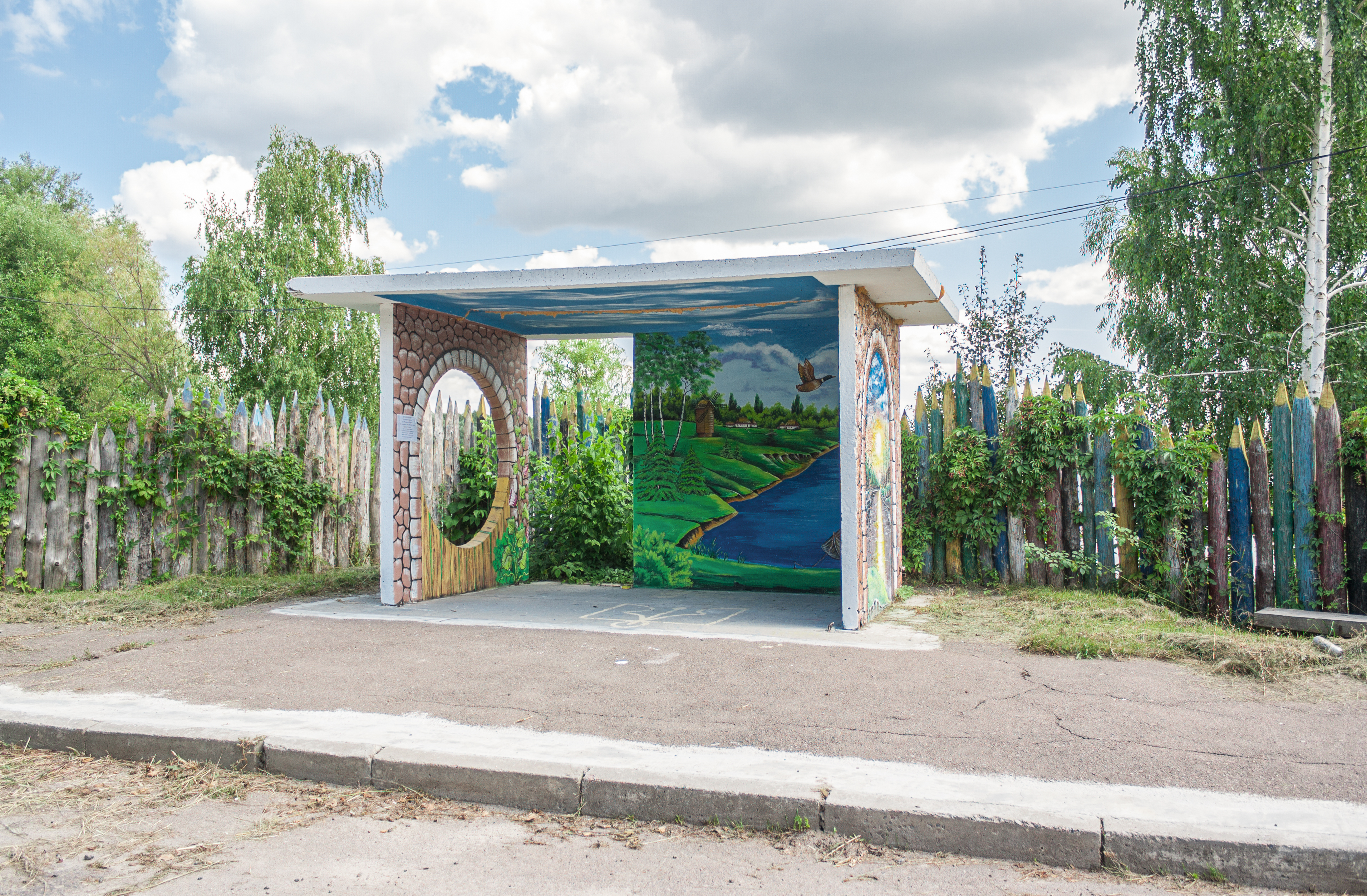
Автобусна зупинка
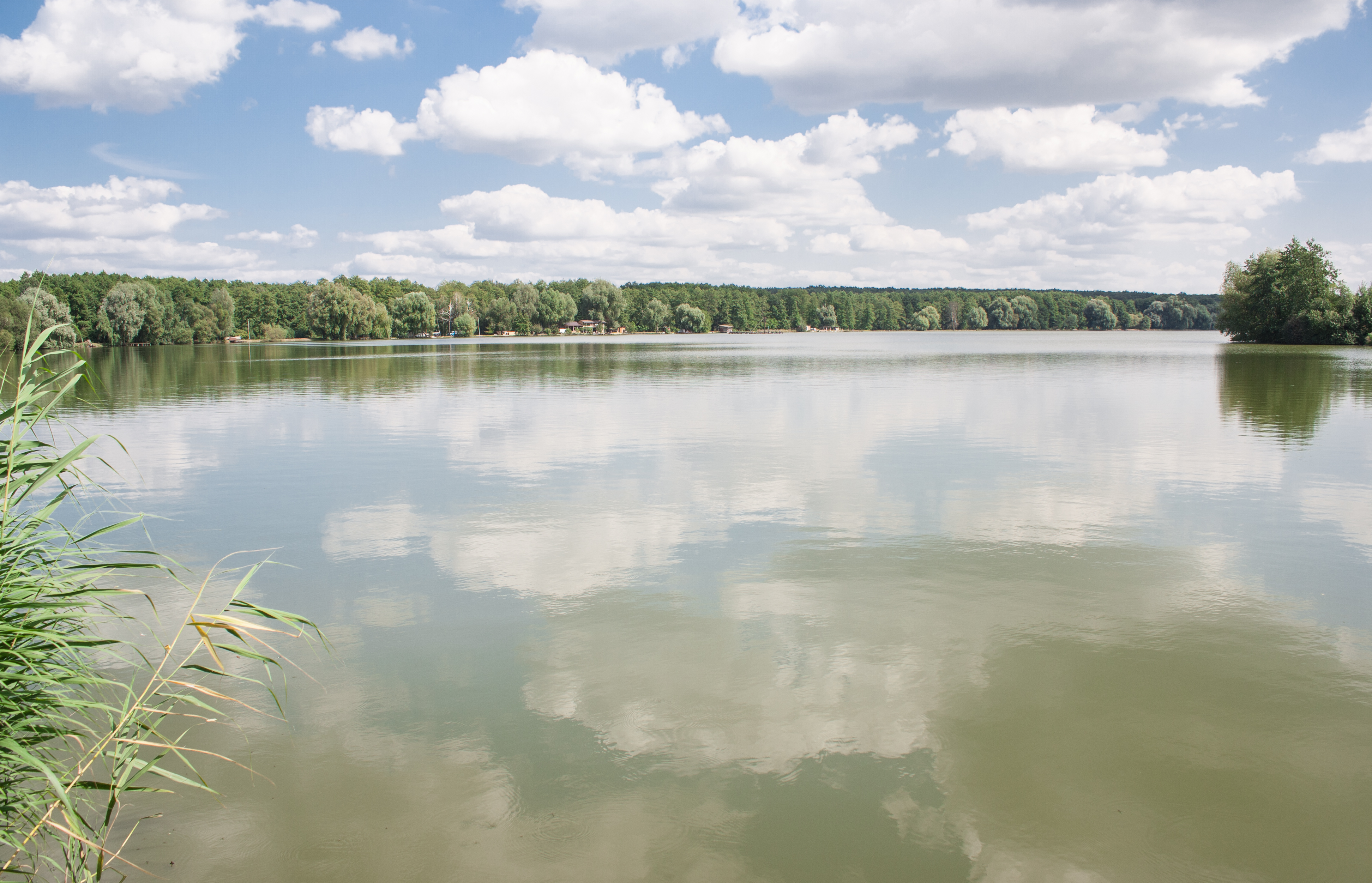
Ставок на річці Торц